# Jeusungen
Jeusungen (auch Geusungen) ist eine mittelalterliche und frühneuzeitliche
Wüstung im Landkreis Schweinfurt, auf dem Gebiet der Gemeinde Üchtelhausen.

## Geografische Lage
Die Wüstung befindet sich in der Schweinfurter Rhön, im Üchtelhäuser Ortsteil Weipoltshausen, in einem Wald mit dem heutigen Namen Jeusing.

## Geschichte
Einst existierte nahe bei Weipoltshausen ein urkundlich erstmals 791 als Giuwisunga erwähnter und zwischen 1440 und 1445 wüst gewordener Ort namens Jeusungen oder Geusungen. An ihn erinnern der zwei Kilometer nördlich und bis 417 m ü. NN hoch gelegene Wald Jeusing zwischen Madenhausen und dem Brönnhof sowie der Jeusinggrund, der von Zell zum Jeusing führt. Außerdem die Jeusingwiese, die auf einem Katasterplan aus dem 19. Jahrhundert mit Ieusing und Ieusingbrunnen bezeichnet wurde und das nordöstliche Ende der Rodungsinsel des Brönnhofs bildet.
Orte mit der Endung ungen deuten auf thüringischen Ursprung hin. Die Thüringer beherrschten das nördliche Mainfranken, bis sie ab dem 6. Jahrhundert von den Franken zurückgedrängt bzw. überlagert wurden. Jeusungen wurde demnach wohl schon im 5. Jahrhundert gegründet.

## Beschreibung
Die Wüstung wird vom Bayerischen Landesamt für Denkmalpflege als Bodendenkmal D-6-5827-0024 Mittelalterliche und frühneuzeitliche Wüstung "Jeusing" geführt (Stand 2. September 2017).
Koordinaten: 50° 8′ 15,3″ N, 10° 15′ 17,6″ O